# Francesco Caputo (pittore)
Francesco Caputo (Napoli, ... – ...; fl. XVII secolo) è stato un pittore e miniatore italiano.

## Biografia
Attivo principalmente a Napoli durante il XVII secolo, durante gli studi mostrava un'inclinazione al disegno ma, divenendo allievo di Giovanni Battista Rossi, ne seguì la carriera miniando manoscritti corali, bibbie e commissioni private. Sposò la figlia del proprio maestro. 